# Droga I/40 (Czechy)
Droga krajowa 40 (cz. Silnice I/40) – droga krajowa w południowych  Czechach. Łączy drogę krajową 52 z miasteczkiem Poštorná oraz za pośrednictwem drogi krajowej 55 z Autostradą D2.